# HIFK Hockey

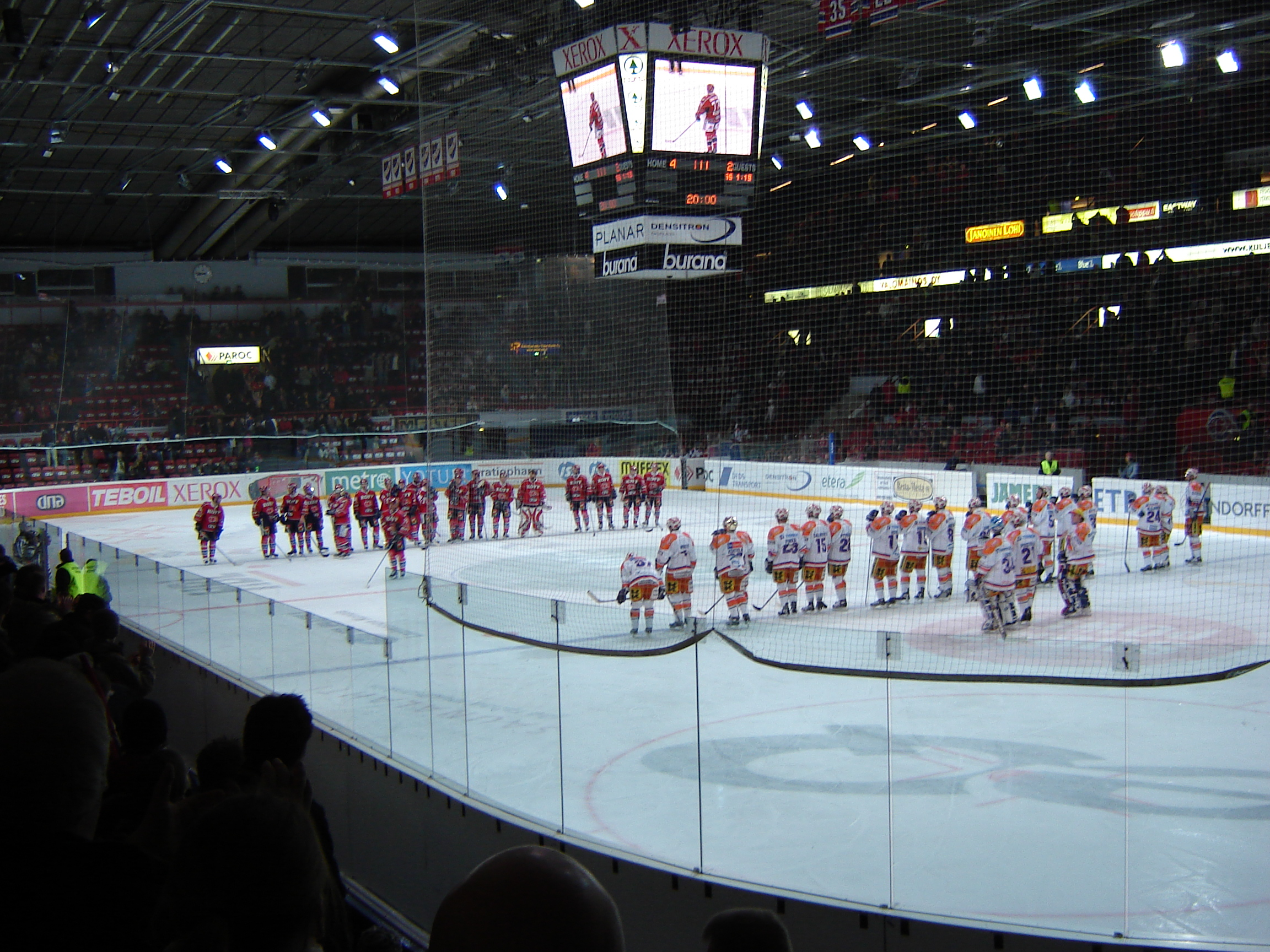
HIFK Hockey mot Tappara, 2005.

HIFK Hockey är ishockeysektionen i idrottsföreningen HIFK (Idrottsföreningen kamraterna i Helsingfors) från Helsingfors, Finland. HIFK grundades 1897 men ishockeydelen grundades först 1927. Klubben har vunnit sju finländska mästerskap, senast 2011.
Lagets hemmaplan är Helsingfors ishall som finns i Tölö, hallen rymmer 8 200 åskådare.
HIFK har en väldigt lång historia. Men inte förrän den legendariske kanadensiske spelaren Carl Brewer värvades till klubben blev det en stor publikunderhållning. NHL-veteranen visade hur man skulle spela ishockey i NHL-stil. Allt från hur man kommer in på plan och hur man spelar taktiskt.

## Frysta nummer
- #1 Stig Wetzell
- #5 Heikki Riihiranta
- #7 Simo Saarinen
- #17 Matti Murto
- #20 Matti Hagman
- #22 Mika Kortelainen
- #23 Pertti Lehtonen
- #35 Sakari Lindfors
- #9 Kimmo Kuhta